# Lappfjällfly
Lappfjällfly (Lasionycta skraelingia) är en fjärilsart som beskrevs av Herrich-Schäffer 1845. Lappfjällfly ingår i släktet Lasionycta och familjen nattflyn. Enligt den finländska rödlistan är arten nära hotad i Finland. Enligt den svenska rödlistan är arten nära hotad i Sverige. Arten förekommer i Svealand, Nedre Norrland och Övre Norrland. Artens livsmiljö är tallmyrar. Inga underarter finns listade i Catalogue of Life.

## Bildgalleri

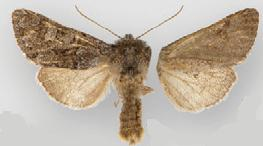
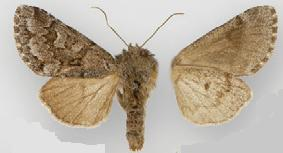
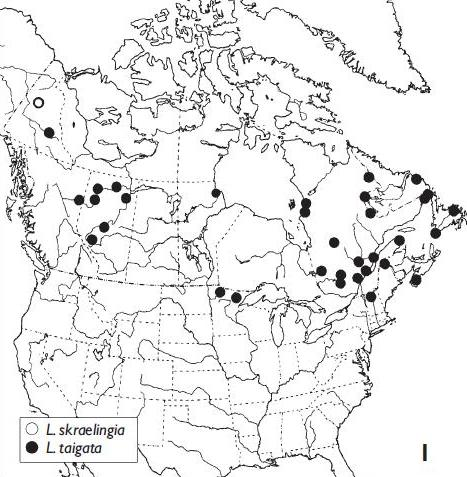